# 龐德羅薩派恩斯 (蒙大拿州)
龐德羅薩派恩斯（英語：Ponderosa Pines）是位於美國蒙大拿州加拉廷縣的普查規定居民點。

## 人口
根據2020年美國人口普查的數據，龐德羅薩派恩斯的面積為103.28平方千米，當中陸地面積為102.68平方千米，而水域面積為0.60平方千米。當地共有人口665人，而人口密度為每平方千米6.44人。